# Vondrozo (district)
Vondrozo is een district van Madagaskar in de regio Atsimo-Atsinanana. Het district telt 121.274 inwoners (2011) en heeft een oppervlakte van 2.953 km², verdeeld over 16 gemeentes. De hoofdplaats is Vondrozo.